# Alfred Heilbronn
Alfred Heilbronn (geboren 28. Mai 1885 in Fürth; gestorben 17. März 1961 in Münster) war ein deutsch-türkischer Botaniker.

## Leben
Heilbronn war der Sohn eines Fürther Fabrikanten. Nach dem Abitur in Nürnberg studierte er in München Naturwissenschaften und wurde 1909 in Botanik, Physik und Chemie promoviert. Während seiner Assistentenzeit mit Aufenthalten in Berlin, Monaco und Münster konvertierte er vom Judentum zum Protestantismus und heiratete 1913 die Kunsthistorikerin und Lehrerin Magda Detmer (1889–1944). Sie hatten zwei Kinder, Hans (1915–1973) und Agnes (1920–2008).
Nach der Habilitation 1913 war er während des Ersten Weltkriegs Lehrstuhlvertreter für Botanik an der Universität Münster und führte dort den Botanischen Garten. Zum a.o. Professor wurde er 1921 ernannt.
Seit 1918 bis zu ihrem Verbot im Jahr 1933 war Heilbronn Mitglied der Deutschen Demokratischen Partei. Nach der Machtergreifung der Nationalsozialisten wurde er im Rahmen von Boykottaktionen der Münsteraner Studenten im April 1933 beurlaubt, im September 1933 wurde ihm aufgrund des Berufsbeamtengesetzes die Lehrberechtigung entzogen. Es gelang ihm, einen Ruf an die Universität Istanbul zu erhalten, wo er von 1935 bis 1955 an dem von ihm gegründeten pharmakologisch-botanischen Institut tätig war. In dieser Emigration fand er sich schnell in der türkischen Sprache zurecht. An der Istanbuler Universität waren neben anderen deutschen Wissenschaftlern auch sein Freund Curt Kosswig und ihr gemeinsamer Bekannter Alfred Kantorowicz tätig. Seine beiden Kinder studierten in der Türkei Medizin. Heilbronn wurde 1941 aus dem Deutschen Reich ausgebürgert und sein restliches Vermögen in Münster „arisiert“. In Istanbul plante, gründete und leitete er den Neuen Botanischen Garten der Universität, der auch seinen Namen trug: Alfred Heilbronn Botanik Bahcesi. Nachdem sein Antrag auf Einbürgerung 1939 noch abgelehnt worden war, erhielt er 1946 die türkische Staatsangehörigkeit.

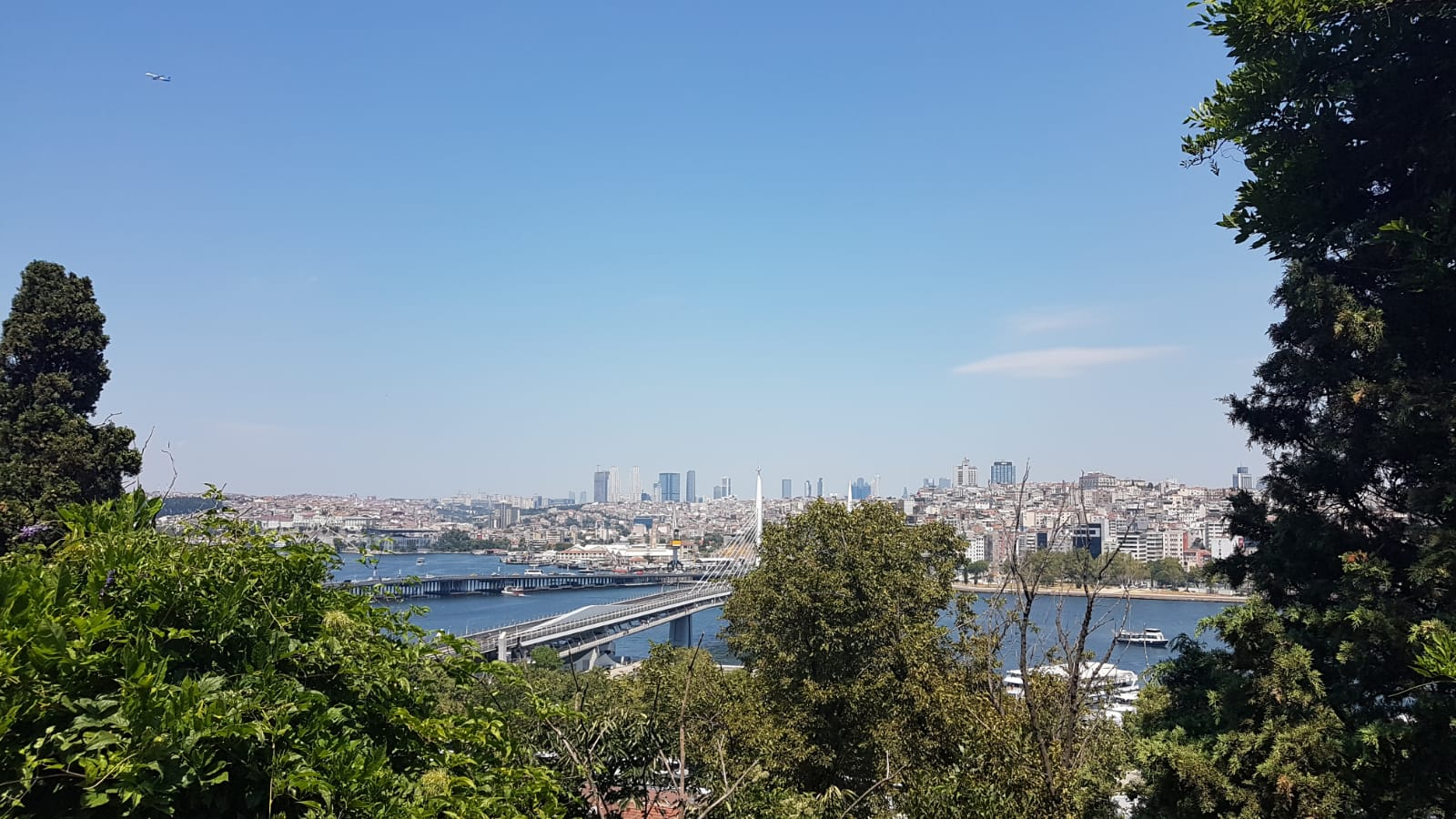
Blick vom Botanischen Garten über das Goldene Horn

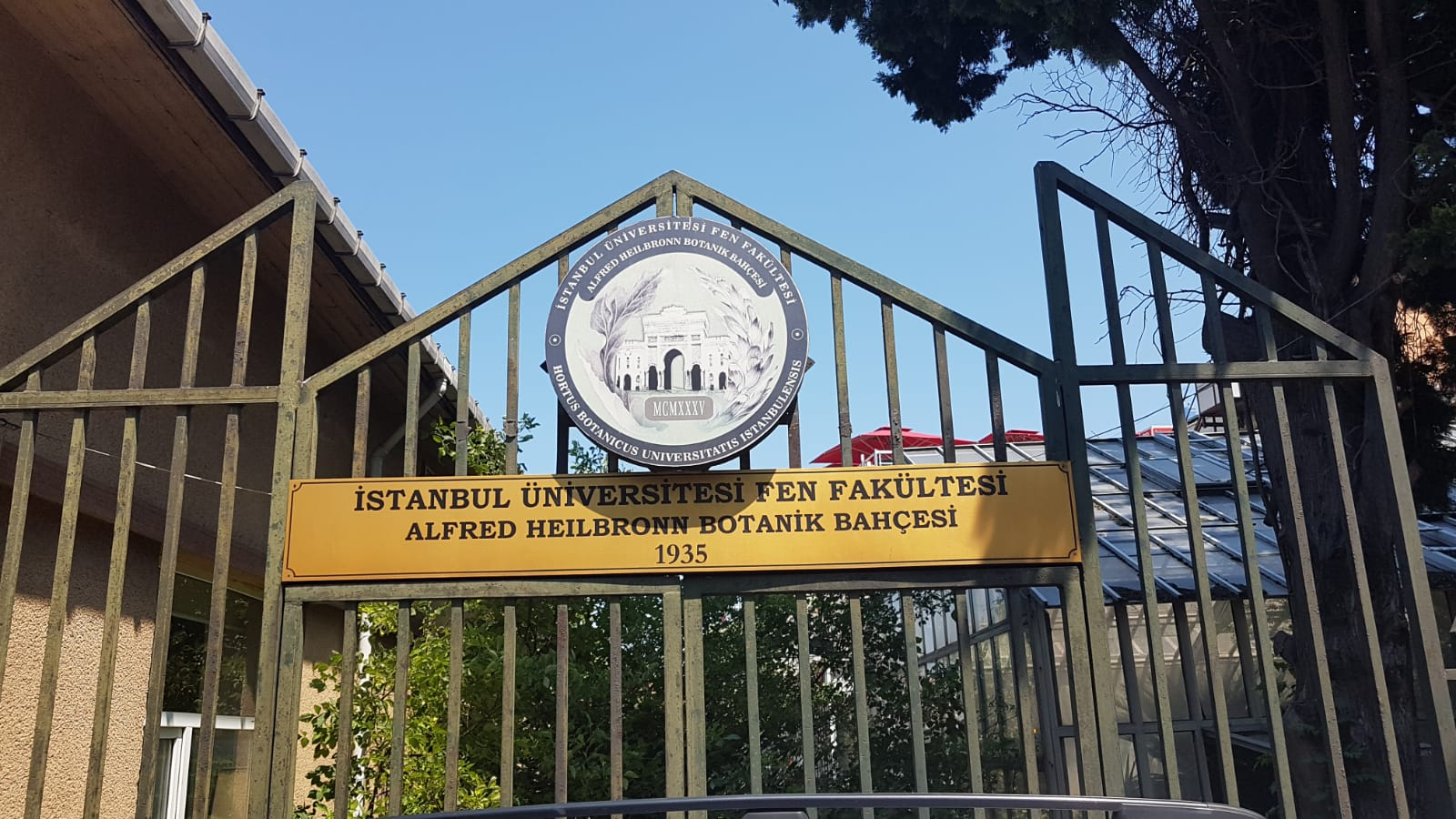
Ehemaliges Eingangstor zum 2019 geschlossenen Botanischen Garten

Heilbronn war seit 1948 in zweiter Ehe mit Fatma Mehpare Başarman (1910–1993) verheiratet, sie hatten einen Sohn Kurt (* 1951). Im Alter von 70 Jahren kehrte Heilbronn 1955 nach Deutschland zurück und lehrte in Münster noch als Emeritus. Die Botanikprofessorin Mehpare Heilbronn wurde beim Militärputsch in der Türkei 1960 entlassen. Nach ihrer Rehabilitierung (1962) emigrierte sie 1964 in die Bundesrepublik.
Heilbronns Spezialität wurde, neben der inzwischen zukunftsträchtigen Genetik, die Heilpflanzenkunde, für die ihm die Umwelt Kleinasiens große Möglichkeiten bot. Diese Besonderheit war es, die ihm 1935 die Einladung nach Istanbul brachte. Dort durchforstete er besonders gern die Gebirgsflora der Bergstöcke an der Ostküste des Marmarameers.
Der von Heilbronn gegründete Botanische Garten wurde 2014 von der türkischen Regierung dem Botanischen Institut der Istanbuler Universität weggenommen und der benachbarten Religionsverwaltung übereignet. Nach einer Übergangszeit ist der Garten seit 2019 für die Öffentlichkeit geschlossen und das Schild über dem Eingangstor abmontiert. Ein Teil des Gartens mit dem Blick auf den Goldene Horn soll vermutlich bebaut werden.

## Schriften
- Apogamie, Bastardierung und Erblichkeitsverhältnisse bei einigen Farnen, Jena: Fischer, 1910. Diss. Univ. München, 1909.
- Hydromedusae. Observations faites au Musée océanographique de Monaco, sur le mode et la vitesse de croissance de Slauridium cladonema II., Monaco [1911], Bulletin de l’Institut océanographique, no. 214
- Speise- und Giftpilze: Ein Bestimmungsbuch f. Anfänger, Münster: Borgmeyer 1917
- Principia genetica: Grunderkenntnisse u. Grundbegriffe d. Vererbungswissenschaft, Hamburg 1961

sowie verschiedene türkischsprachige Werke